# Folclore de El Salvador

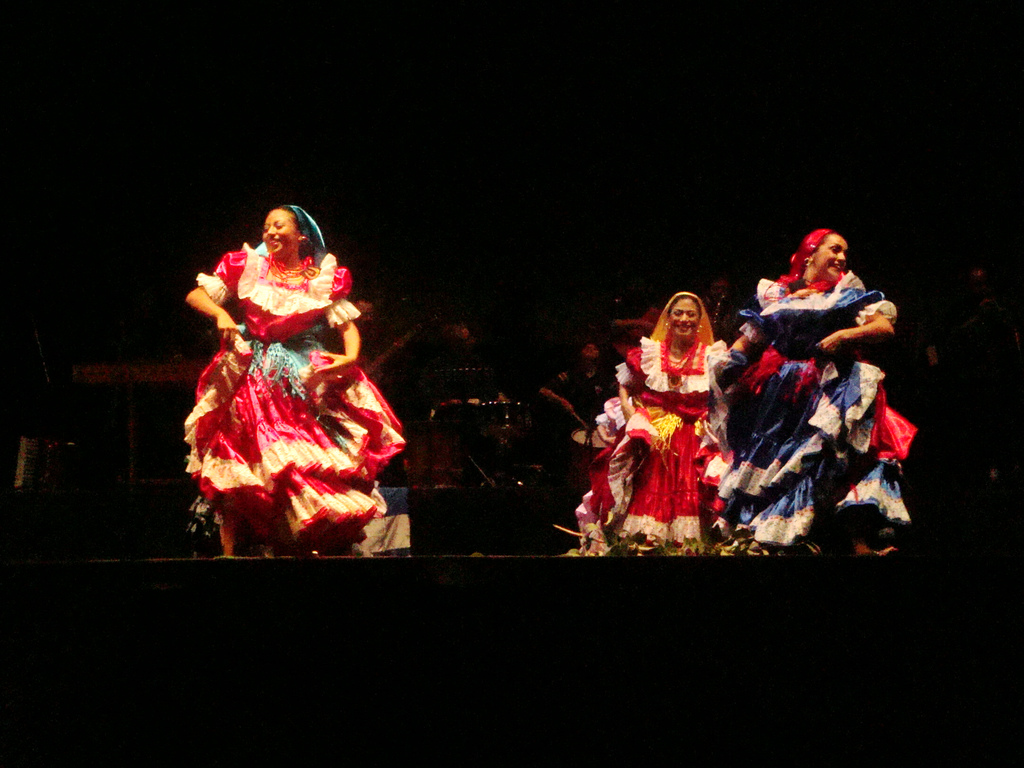
Ballet folclórico de El Salvador.

El folklore de El Salvador, o sus expresiones culturales populares, comparte rasgos comunes con la región mesoamericana. En El Salvador, la presencia de las civilizaciones ancestrales de los Mayas, Toltecas, Nahuas -entre otras-, dejaron su presencia en muchos de los aspectos de la vida cotidiana de la región. 
La llegada del hombre europeo al continente inició una mezcla interesante que derivó en la amalgama de costumbres, tradiciones y diversidad de expresiones. Los nuevos colonos impusieron su cultura y los indígenas lucharon por conservar la suya. Sin embargo, la coexistencia de ambas formas de pensar y vivir, llevó al asimilamiento de lo que cada quien aportaba para la supervivencia de la nueva sociedad colonial. Así se tiene, por ejemplo, la castellanización de palabras del idioma nahuat, el dominio de la religión católica, la presencia cotidiana del maíz en la cocina, etc.
En la población salvadoreña actual, el resultado de toda esa mezcla original hispana y prehispánica es su folklore. Algunas manifestaciones no han resistido la modernidad y tienden a desaparecer; debido a diversas causas, entre las que se encuentra la emigración permanente a los Estados Unidos, que en gran manera ha cambiado muchas expresiones populares en los últimos treinta años. 
A continuación, se agrupan las muestras folclóricas más tradicionales de la población salvadoreña, tomando como base la división de la cultura popular en las categorías de material, social y espiritual.

## Folklore material

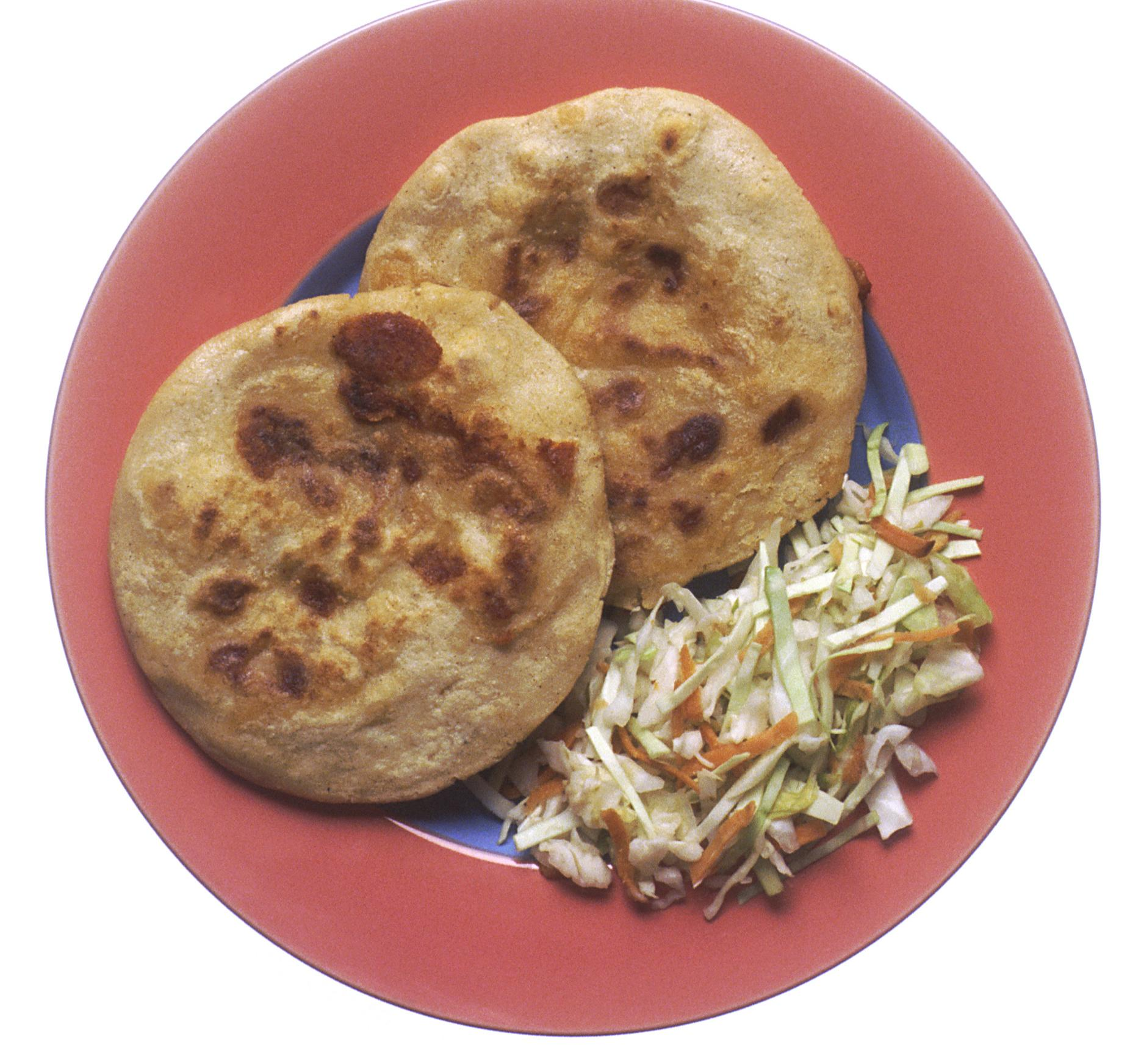
Las Pupusas. Platillo tradicional por excelencia en El Salvador.

Relativo a las artesanías, vestidos, viviendas, cocina tradicional, medicina tradicional, etc., algunos ejemplos son los siguientes:
De la cocina popular, destacan platos hechos a base de maíz: las pupusas, el atol shuco, tortillas, tamales, chicha de maíz, el chilate, atol de maíz, torrejas, atol de semilla de marañón, etc.
De las bebidas: 
- Calientes: el chocolate, el café, etc.
- Frías (llamadas popularmente “frescos”): la horchata, la cebada, ensalada, tamarindo, etc.

De los dulces: Conservas de coco, el batido, dulces de toronja, melcocha, etc.
De las jaleas: de membrillo, guayaba, etc.
Y de la vivienda y el mobiliario: la hamaca, el petate, la tombilla, el tecomate, la batea, el comal, el cántaro, etc.

## Folklore social
Relativo a fiestas populares, cofradías, juegos, mercados, etc.
- Juegos: Juguetes tradicionales: El capirucho, yoyo, trompo, las chibolas, y la piscucha.

- Juegos de grupo: La gallina ciega, ladrón librado, salta burro, arranca cebolla, y mica.

- Rondas: La peregrina, Doña Ana, Chanchavalancha, Naranja Dulce, Ton-Ton, y Componte.

- Juegos de adultos: la baraja, carreras de cinta, dados, y las bolas de fuego de Nejapa.

- Cofradías: Existen alrededor de sesenta cofradías, entre las más tradicionales están: La cofradía de Izalco, Santo Domingo de Guzmán, San Antonio del Monte, Sonzacate, y Panchimalco.

## Folklore espiritual-mental
Relativo a las manifestaciones religiosas populares, literatura popular, música, danza, tradición oral, etc. Incluyendo los modismos, conocidos popularmente como Caliche.

### Tradición orales
Todas las narraciones (leyendas y cuentos), de origen tanto prehispánico, colonial o republicano, que han sido transmitidas de generación en las poblaciones salvadoreñas. Las cuales se las puede clasificar en función del personaje o lugar que se narra en (con algunos ejemplos):
- Personajes míticos relacionados con el agua: La Siguanaba, las Managuas, los Tepehuas (también conocidos como arbolarios o hurracaneros), la Llorona, Chasca, la virgen del agua, la Cuyancúa, el cangrejito de oro, etc.
- Duendes y otros personajes míticos: el Cipitío, el Cadejo, el Duende, el Justo Juez de la noche, el Caballero Negro, la Carreta Chillona, la Familia Guirola, el Gritón de medianoche, el Cenicero, la Tamalera, el Partideño, etc.
- Animales: tío conejo, tío coyote, tío tigre, los micos, etc.
- Lugares encantados: Volcán de Izalco, el Arco de Santo Domingo de Guzmán, Lago de Ilopango, Tacuzcalco, la Pichichera, Barranca del Sisimico, etc.
- Santos y milagros: la Virgen de Candelaria, Santa Ana, el Cristo Negro, el Señor de la Caridad, la Virgen de la lava, San Antonio de Padua, Santa Lucía, la procesión de los muertos, etc.
- Reyes, princesas y peches: el rey, la princesa y las tres adivinanzas, el ahijado y el peche, etc.
- Héroes mitificados: Atonal, Atlacatl, Anastasio Aquino, Feliciano Ama y Farabundo Martí.[1][2]

### Fiestas patronales y celebraciones populares
Cada municipio está consagrado a un santo patrón y es celebrado anualmente. Entre las más importantes: 
- Fiestas patronales dedicadas al Salvador del Mundo conocidas como Fiestas agostinas (en San Salvador y fiesta nacional).

- Fiestas Julias: dedicadas a Santa Ana, en la ciudad del mismo nombre.

- Fiestas patronales de San Miguel en honor a la Virgen de la Paz donde se celebra el Carnaval de San Miguel.

Algunas Celebraciones religiosas-populares son: el día de la Cruz, celebración de Semana Santa, los Talcigüines, Día de las Animas, etc.

### Danzas e instrumentos musicales
Se contabilizan alrededor de treinta danzas, entre las más populares están: danza de los historiantes, los Chapetones, la Partesana, el Torito Pinto, el Tigre y el Venado, los Negritos, la Gigantona, los emplumados, las Cortadoras, etc.
Entre los instrumentos musicales tradicionales se encuentran: la Caramba, el Pito de Caña, el Sacabuche, la Quijada de Burro o Charrasca, etc.